# Rzeczyca (powiat puławski)
Rzeczyca – wieś w Polsce położona w województwie lubelskim, w powiecie puławskim, w gminie Kazimierz Dolny.
W latach 1975–1998 miejscowość należała administracyjnie do województwa lubelskiego.
Wieś stanowi sołectwo gminy Kazimierz Dolny. Według Narodowego Spisu Powszechnego z roku 2011 wieś liczyła 459 mieszkańców.
Malownicza miejscowość położona w Kazimierskim Parku Krajobrazowym wzdłuż Potoku Witoszyńskiego.
We wsi znajduje się kilka drewnianych domów z pocz. XX w.
Wierni Kościoła rzymskokatolickiego należą do parafii Najświętszej Maryi Panny Matki Kościoła w Grabówkach.

## Historia
Stara osada klasztorno- królewska leżąca przy ważnym szlaku handlowym, z Torunia do Włodzimierza, wiodącym od przeprawy na Wiśle w okolicy dzisiejszego Kazimierza Dolnego przez Wąwolnicę do Lublina.
Początkowe nazwy wsi: 1254 – Recziczea, 1286 – Recitea, 1474 – Rzeczice, 1488 – Rzeczicza.
Wieś wielokrotnie niszczona była napadami Tatarów, Litwinów i Rusinów.
W dokumentach Jana Długosza (Liber Beneficiorum) wspomniane są wsie: Jaworzec, Krampa, Rzeczyca, Skowieszyn, Wietrzna Góra i Woyszyn, które należały do o.o. Benedyktynów z Łysej Góry. Około 1170 Kazimierz II Sprawiedliwy podarował te wsie siostrom norbertankom z podkrakowskiego Zwierzyńca. W podzięce Siostry zmieniły wówczas nazwę Wietrznej Góry na Kazimierz.
Od czasu założenia miasta oraz wybudowania zamku obronnego, losy Rzeczycy były ściśle powiązane z historią Kazimierza Dolnego.
Od XV wieku dziesięcina ze wsi przeznaczana była dla potrzeb zakonu franciszkanów reformatów z Kazimierza.